# Криничное (Кобелякский район)
Криничное (укр. Криничне) — село,
Комендантовский сельский совет,
Кобелякский район,
Полтавская область,
Украина.
Код КОАТУУ — 5321883804. Население по переписи 2001 года составляло 337 человек.

## Географическое положение
Село Криничное находится на левом берегу реки Кобелячек, выше по течению на расстоянии в 3 км расположено село Сухой Кобелячек Козельщинского района, ниже по течению на расстоянии в 1,5 км расположено село Дабиновка Кобелякского района.
По селу протекает пересыхающий ручей с запрудой.

## Экономика
- Птице-товарная ферма.